# U.S. Highway 151
Der U.S. Highway 151 (kurz US 151) ist ein 542 km langer United States Highway in den US-Bundesstaaten Iowa und Wisconsin.
Der Highway beginnt in Iowa an der Interstate 80 in Williamsburg etwa 32 Kilometer von Iowa City entfernt. Danach verläuft er Richtung Nordosten nach Cedar Rapids, wo sich der Highway mit dem U.S. Highway 30 kreuzt. Auf dem Weg nach Dubuque tangiert er die Städte Anamosa, Monticello und Cascade. In Dubuque kreuzt er sich dann mit dem U.S. Highway 20. Der Highway überquert die Grenze zu Wisconsin dort, wo Iowa, Illinois und Wisconsin aneinandergrenzen. Danach verläuft er Richtung Dodgeville. In Madison kreuzt er sich mit der Interstate 90. In Fond du Lac kreuzt er sich dann noch mit dem U.S. Highway 41. Er endet schließlich am U.S. Highway 10 in Manitowoc. Die Fernstraße folgt damit im Groben einem nordöstlichen Verlauf.

## Verlauf

### Iowa
Der U.S. Highway 151 hat seinen Ausgangspunkt an einer Kreuzung mit der Interstate 80 in einem etwas abgelegenen Teil Iowas, bei Williamsburg und Conroy. Er führt dann durch das Gebiet um die Amana Colonies. Der Highway trifft dann auf U.S Highway 30 und U.S. Highway 218 und führt auf einer Umgehungsstraße um Cedar Rapids herum, während die Business Route 151 die Stadt durchquert. Der Highway trennt sich dann von den beiden anderen und setzt sich in Richtung Dubuque als Schnellstraße fort. Auf diesem 105 km langen Abschnitt kreuzt US 151 einige größere Flüsse, darunter Wapsipinicon River und Maquoketa River und führt dann in die Driftless Area, wo der Highway sich in der Umgebung des Dubuque Regional Airport, etwa 11 km südlich von Dubuque mit U.S. Highway 61 vereinigt. Zu ihnen gesellt sich 5 km südlich der Stadt noch U.S. Highway 52. Gemeinsam führen diese Straßen dann bis zur White Street in Dubuque.

### Dubuque–Madison
US 151 überquert dann gemeinsam mit US 61, den Mississippi River nach Wisconsin hinein. Nach dem Überqueren der Dubuque-Wisconsin Bridge verläuft die Strecke etwa 1,5 km genau nach Osten und durchschneidet die Uferkette, bevor sie nach Norden abbiegt und zum westlichen Endpunkt der Wisconsin Highway 11 führt. Wisconsin Highway 35 und die Great River Road verbinden sich an dieser Kreuzung mit US 151 nordwärts. Der Highway ist in diesem Bereich autobahnähnlich ausgebaut. In nördlicher Richtung führt die Strecke bis zur Kreuzung mit der Eagle Point Road, wobei sich Siedlungen und Farmland abwechseln. Die Eagle Point Road mündet von Westen her ein. An dieser Stelle endet der autobahnähnliche Charakter der Straße. Die Strecke führt nordwestlich an Kieler vorbei. Bei Dickeyville biegen US 61, WIS 35 und die Great River Road nach Norden ab und führen in den Ort hinein. US 151 führt östlich an Dickeyville vorbei und steigt in einen Taleinschnitt nordöstlich davon hinunter, wo sie knapp zwei Kilometer parallel zum Little Platte River verläuft, bevor sie auf der anderen Talseite wieder zum Bergrücken aufsteigt. US 151 nähert sich dann Platteville, wo ein knapp 10 km langer Abschnitt beginnt, der nur von Kraftfahrzeugen befahren werden darf. Am Ende dieses Abschnitts befindet sich die Kreuzung mit dem Wisconsin Highway 126, der die Zufahrt nach Belmont ermöglicht. Von da an führt U.S. Highway 151 nordostwärts, überquert den Cottage Inn Branch und führt mehrfach in kleinere Täler hinunter, zwei davon vor der Umfahrung von Mineral Point und weitere zwei bei der Umfahrung dieser City.
Wisconsin Highway 23 verbindet sich am Ende dieser Umfahrung mit US 151 und teilt die Strecke bis zur ersten Ausfahrt in Dodgeville. Dort beginnt ein weiterer kurzer Autobahnabschnitt, der an der Einmündung von U.S. Highway 18 endet. US 18 und US 151 führen von da ostwärts.
Hinter Dodgeville führt die Strecke durch eine wellige Landschaft, in der sich Äcker und Wiesen mit kleinen Waldgebieten abwechseln. Der Highway führt an Ridgeway und Barneveld vorbei nach Mount Horeb. An der Kreuzung mit Wisconsin Highway 78 beginnt ein weiterer kurzer autobahnähnlicher Abschnitt, der direkt südlich der Stadt schon wieder endet, wo er durch Wohngebiete führt. Auf dem weiteren Weg wechseln sich niveaugleiche Kreuzungen und niveauunterschiedliche Kreuzungen ab, bis bei Verona die Strecke wieder als Autobahn ausgebaut ist. Dieser Abschnitt führt südlich an der Stadt vorbei, zu der vier Ausfahrten führen. Dann wandelt sich der Freeway in einer vierspurigen innerstädtischen Straße, der Verona Road, die durch Fitchburg bis nach Madison führt. Nach der Querung des West Beltline Highway verbinden sich US 18 und US 151 und münden in die dort ebenfalls gemeinsam verlaufenden U.S. Highways 12 und 14 ein.

### Madison Metropolitan Area
Die vier U.S. Highways haben für etwa fünf Kilometer eine gemeinsame Trasse, bis zur Park Street. Dort biegt US 14 nach Süden ab und US 151 führt nordwärts ins Zentrum Madisons. US 151 folgt der South Park Street, verläuft westlich der Monona Bay und für etwa 450 m auf der West Washington Avenue nach Nordosten, um dann auf Proudlit Street und North Shore Drive zum John Nolen Drive nordwärts zu führen. Die Straße unterquert das Monona Terrace Convention Center und passiert Downtown südlich und östlich. US 151 folgt dann für drei Straßenblöcke der South Blair Street, bis sie an der East Washington Avenue nach Nordosten abbiegt. Auf der East Washington Avenue verlässt US 151 die Stadt. Etwa nach fünf Kilometern biegt Wisconsin State Route 30 ab und etwas weiter nordöstlich wird US 151 von der Stammstrecke US 51 gekreuzt.

### Madison bis Fond du Lac

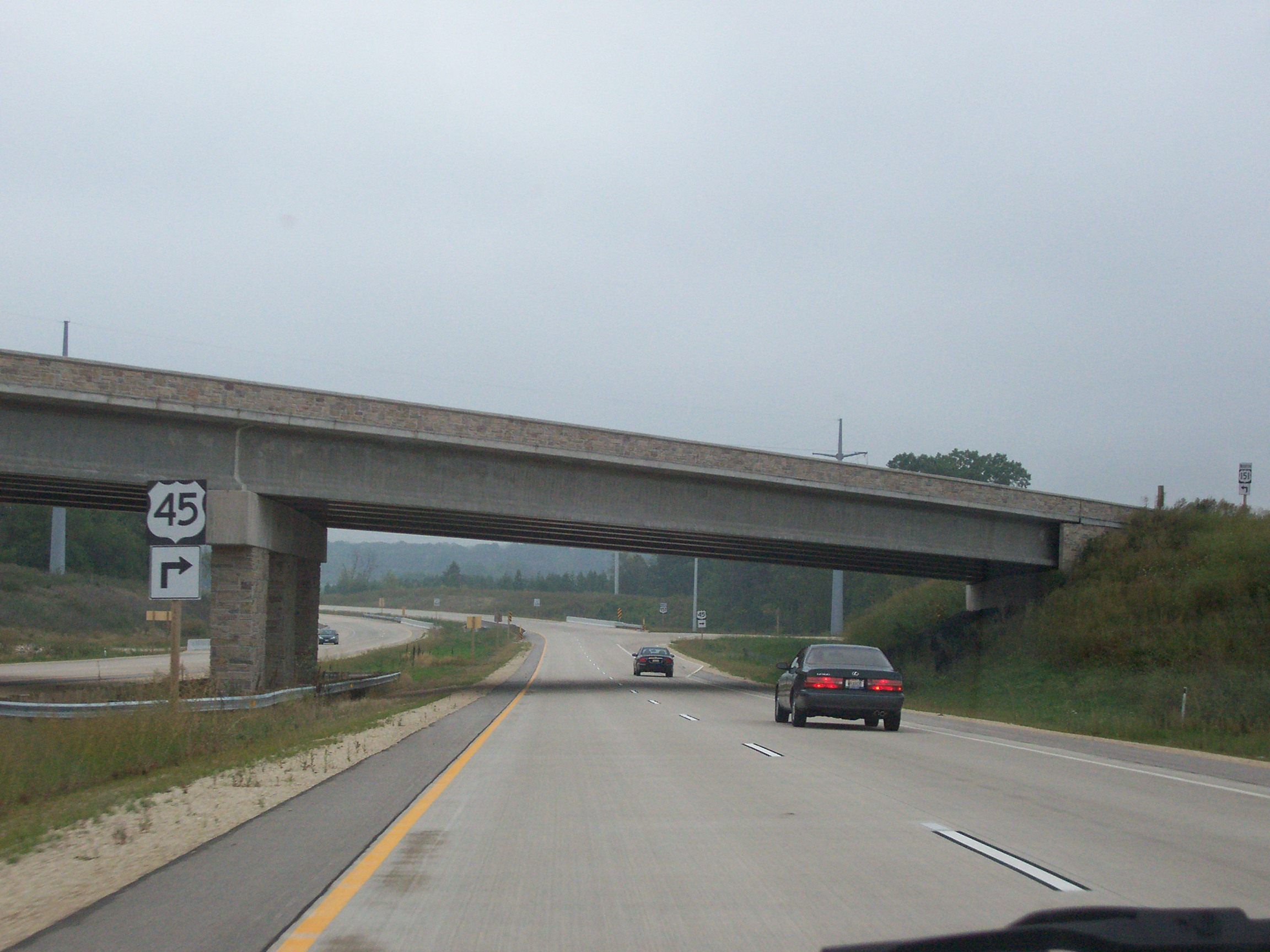
Ausfahrt der US 45 in Fond du Lac

An einem Autobahnkreuz mit Interstate 39, Interstate 90 und Interstate 94 beginnt ein zur Autobahn ausgebauter Abschnitt von US 151. Dieser führt in nordöstlicher Richtung durch Industriegebiete, die schließlich durch Wohngebiete abgelöst werden. Die Strecke umgeht Sun Prairie westlich und nördlich und führt dann durch Farmland auf Columbus zu. Etwa in der Mitte der Umgehung des Ortes führt Wisconsin State Route 16 unter US 151 hindurch. US 151 wird nach der Kreuzung mit Wisconsin State Route 73 zu einer Schnellstraße mit niveaugleichen Kreuzungen, am Ende der Umgehung von Columbus. Bei Beaver Dam, das der Highway im Südosten passiert, wird US 151 wieder zu einer kreuzungsfreien Straße, die am Rande der Wohnbebauung entlangführt. An der East Burnett Street gibt es allerdings einen Bahnübergang. Nordöstlich der Stadt gibt es dann wieder niveaugleiche Kreuzungen, bevor bei Waupun, erneut ein autobahnähnlicher Abschnitt beginnt. US 151 führt dann als vierstreifige Schnellstraße weiter nach Osten, führt südlich und östlich an Fond du Lac vorbei. Auf diesem Abschnitt wechseln sich niveaugleiche und kreuzungsfreie Anschlussstellen ab; U.S. Highway 41 und Wisconsin State Route 23 kreuzen hier. Das Wisconsin Department of Transport (WisDOT) prüft derzeit Ausbaumaßnahmen von zwei Abschnitten. Dabei geht es einerseits um den Ausbau der Umgehung Fond du Lacs mit dem Endziel des völligen Umbaus in eine Autobahn. Die andere Studie untersucht den Ausbau zwischen der Kreuzung mit WIS 73 in Columbus und WIS 49 in Waupun.

### Fond du Lac bis Manitowoc

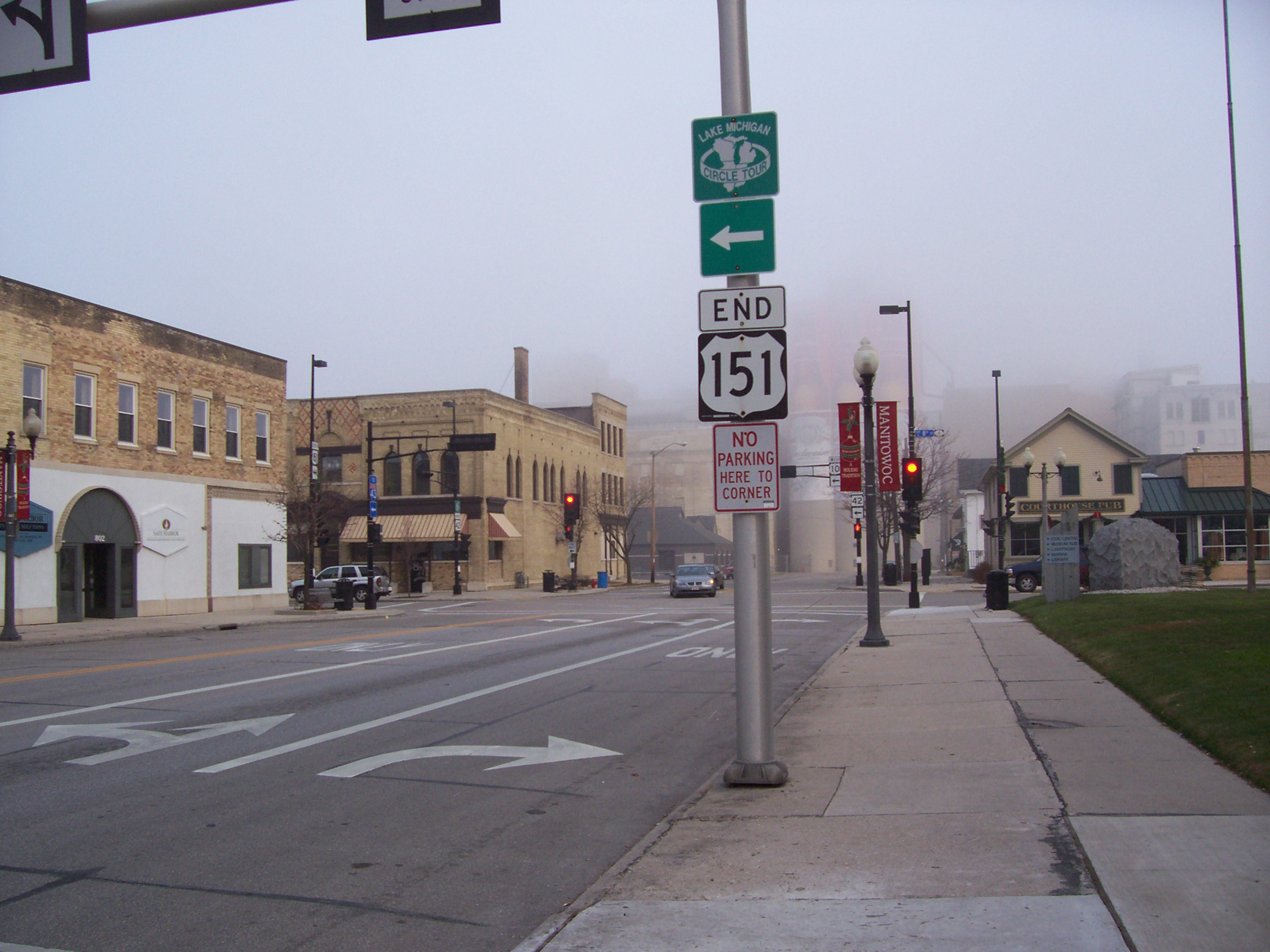
Der Endpunkt von US 151 befindet sich an der US 10 in Manitowoc

Der mehrstreifige Abschnitt der US 151 endet, nachdem sich die Trasse vom Fond du Lac abwendet und dem Ostufer des Lake Winnebago auf etwa der Hälfte seiner Länge folgt. US 151 biegt dann an der Kreuzung mit der Wisconsin State Route 55 nach Osten. Innerhalb von Chilton überlappt die Strecke kurz mit Wisconsin State Route 32 und Wisconsin State Route 57. Dann führt der Highway durch Farmland hindurch, überquert die Interstate 43 und erreicht Manitowoc. Dort endet er am U.S. Highway 10, nur wenige Straßenblöcke vom Fährterminal der S.S. Badger.

## Geschichte

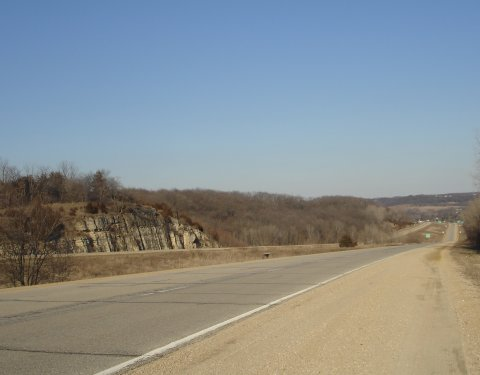
US 151 etwa 13 km südlich von Dubuque. Eine Szene des Filmes Feld der Träume wurde etwa hier gedreht.

US 151 war einer der ursprünglichen Highways, die 1926 ausgewiesen wurden. Damals führte die Strecke nur von Fond du Lac nach Madison, wo US 151 an der Kreuzung von Western Avenue und Main Street endete. Aber schon 1934 wurde der Highway in südwestlicher Richtung bis nach Cedar Rapids, Iowa verlängert und die damalige U.S. Route 118 (Dodgeville–Dickeyville) vollständig und U.S. Highway 161 zwischen Dubuque und Cedar Rapids; zwischen Cedar Rapids und Keokuk wurde US 161 zum U.S. Highway 218. Zum südlichen Endpunkt wurde die Kreuzung mit US 30/US 218. In den 1940er Jahren wurde der Highway in nordöstlicher Richtung bis nach Manitowoc geführt.
Die Eagle Point Bridge, durch die US 61 und US 151 mit Wisconsin verbunden war, wurde 1969 geschlossen und die beiden Highways erhielten eine geänderte Streckenführung über die Julien Dubuque Bridge, gemeinsam mit U.S. Highway 20 zwischen Dubuque und East Dubuque, Illinois. US 151 überlappte dann mit Illinois State Route 35 und Wisconsin State Route 35 nordwärts. Die Dubuque-Wisconsin Bridge wurde 1982 freigegeben, die alte Eagle Point Bridge wurde abgerissen und US 61/US 151 über die neue Brücke geführt.
An seinem südlichen Ende wurde der Highway 1981 noch einmal verlängert, als US 30 zu einer Umgehungsstraße wurde. 1986 verlegte man US 151, um Cedar Rapids über die Iowa State Route 13 und US 30 zu umgehen. Die Strecke durch die Stadt ist nun als Business US 151 ausgeschildert, obwohl die offizielle Bezeichnung State Route 922 lautet. Die bislang letzte Änderung an der Streckenführung von US 151 erfolgte 1989, als das Südende an die Ausfahrt 225 der Interstate 80 verlegt wurde. Diese Verlängerung folgt der Strecke der früheren Wisconsin State Route 149. US 151 wurde so zur Hauptstraße durch die Amana Colonies.